# Galium capitatum
Galium capitatum är en måreväxtart som beskrevs av Jean-Baptiste Bory de Saint-Vincent och Louis Athanase Anastase Chaubard. Galium capitatum ingår i släktet måror, och familjen måreväxter. Inga underarter finns listade i Catalogue of Life.